# Ли, Рекс
Рекс Ли (англ. Rex Lee, род. 7 января 1969, Уоррен, Огайо) — американский актёр корейского происхождения. Наиболее известен по роли Ллойда Ли в оригинальном телесериале канала HBO «Красавцы».

## Ранняя жизнь
Ли родился в Уоррене, штат Огайо. У него корейское происхождение. Его родители эмигрировали из Кореи в США. Ли вырос в штатах Массачусетс и Калифорния и закончил Оберлинскую консерваторию музыки (англ. Oberlin Conservatory of Music).

## Личная жизнь
Ли — открытый гей. Он совершил каминг-аут перед своими родителями в возрасте 22 лет. В интервью 2011 года Ли сказал, что одинок, но ищет длительные отношения, однако это сложно найти правильные взаимоотношения.

## Избранная фильмография
| Год       | Русское название   | Оригинальное название | Роль                                   | Примечания                        |
| --------- | ------------------ | --------------------- | -------------------------------------- | --------------------------------- |
| 1994      | Мир Дейва          | Dave's World          | покупатель билета                      | Эпизод: «I Lost It at the Movies» |
| 2005-2011 | Красавцы           | Entourage             | Ллойд Ли                               | 79 эпизодов                       |
| 2008      | Зоуи 101           | Zoey 101              | Мэтр Ди                                | Эпизод: «Dinner for Two Many»     |
| 2011-2013 | Пригород           | Suburgatory           | мистер Вульф                           | 44 эпизода                        |
| 2012      | Хор                | Glee                  | член городского управления Мартин Фонг | Эпизод: «Nationals»               |
| 2014      | Касл               | Castle                | Юми                                    | Эпизод: «Dressed to Kill»         |
| 2014-2018 | Молодые и голодные | Young & Hungry        | Элиот Парк                             | Все эпизоды                       |